# 友松円諦
友松 円諦（ともまつ えんたい、1895年〈明治28年〉4月1日 - 1973年〈昭和48年〉11月16日）は、日本の宗教家、仏教学者である。幼名は春太郎。全日本仏教会創立者。

## 概要
愛知県名古屋市生まれ。
浄土宗の僧侶となったが、既存の仏教の在り方に疑念を抱いた。浄土宗の僧侶のまま宗教大学へ入り、卒業してさらに慶應義塾大学予科を経て、慶應義塾大学文学部史学科でサンスクリット（梵語）を学び、大正13年に卒業。
独・仏に留学し、帰国後に慶應義塾大学予科講師・教授、慶應義塾大学仏教青年会顧問、日本放送協会ラジオ講師、大正大学講師等を歴任。西洋哲学に裏打ちされた仏典研究をはじめる。また、高島米峰の新仏教運動に影響されて仏教復興運動（真理運動）を開始し、ラジオや機関誌で思想を広めた。戦後、無宗派の寺院である神田寺を設立して、在家信者の教化に当たる。また、様々な社会運動をリードし、全日本仏教会を設立して既存の仏教諸宗派をまとめ上げ、初代の事務総長となった。
明治仏教史編纂所が蒐集した蔵書の『明治仏教史編纂書蔵書』は、慶應義塾大学附属研究所斯道文庫に保存されている。
また、東京大空襲で戦争孤児になった海老名香葉子（初代林家三平夫人）を、親交のあった三遊亭金馬（八代）に親代わりになってもらうようにお願いした。
長男は僧・仏教学者の友松諦道。

## 年表
- 1895年 愛知県名古屋市の米屋に次男として誕生 幼名は春太郎
- 1904年 東京都江東区の安民寺の住職である叔父の友松諦常に師事。浄土宗の僧侶となる。
- 1909年 僧侶業に嫌気が差し、帰郷。母親に「寺が嫌なら、いいと思う寺を作れ」と諭され、再び上京。
- 1912年 宗教大学（大正大学）に入学
- 1914年 志願して陸軍軍人となる
- 1916年 退役。大正大学に復学。安民寺住職に就任
- 1920年 慶應義塾大学予科
- 1924年 慶應義塾大学文学部史学科を卒業
- 1927年 ドイツのハイデルベルク大学へ留学
- 1929年 フランスのソルボンヌ大学へ留学
- 1931年 帰国。慶應義塾大学予科の講師となる
- 1934年 NHKラジオで『法句経』の講義を行う。
- 1935年 真理運動開始。機関誌「真理」発行
- 1936年 青江舜二郎が書いた論文を盗作した疑惑が朝日新聞に掲載される
- 1945年 東京大空襲により安民寺が焼失
- 1947年 東京都千代田区に神田寺を建立
- 1940年代 神田寺内に明治仏教史編纂所を設立
- 1957年 財団法人全日本仏教会を設立。事務総長に就任
- 1973年 死去

## 受賞歴
- 1973年 第7回仏教伝道文化賞受賞 - 長年の真理運動に対して

## 弟子
高瀬広居、昼間光威、紀野一義、武見太郎、桂 大瀛、三浦義弘、宮下博一、

## 著作リスト
- 『阿含経』（佛教經典叢書刊行會、1921年）
- 『佛陀の言葉』（甲子社書房、1924年）
- 『新時代の仏教』（甲子社書房、1926年）
- 『佛教と社會』（甲子社書房、1928年）
- 『出家に禁ぜられた營利行爲』（佛教法政經濟研究所、1933年）
- 『現代人の仏教概論』（第一書房、1933年）
- 『法句経講義』（第一書房、1934年）
- 『不二の世界』（第一書房、1934年）
- 『佛教入門』（偕成社、1942年）
- 『アジアの光』（潮文閣、1944年）
- 『仏教聖典』（真理運動本部、1948年）
- 『宗教入門』（真理運動本部、1948年）
- 『話の仕方』（真理運動本部、1953年）
- 『般若心經講話』（河出書房、1957年）
- 『世間虚假』（誠信書房、1959年）
- 『法句経』（宝文館、1960年）
- 『月照』（吉川弘文館、1961年）
- 『経営者読本』（真理運動本部、1962年）
- 『仏教経済思想研究』（春秋社、1965年）
- 『人生春秋』（日本法令様式販売所、1968年）
- 『中道』（経済往来社、1971年）
- 『まことの生活』（筑摩書房、1972年）
- 『仏陀のおしえ』（講談社学術文庫、1980年）
- 『阿含経入門』（講談社学術文庫、1981年）
- 『法句経』(講談社学術文庫、1985年）
- 『仏教の未来をひらく』（鈴木出版、2002年）

その他
- 『友松円諦小伝』（友松諦道著、真理運動、1975年）
- 『友松円諦日記抄』（山本幸世著、真理舎、1989年）

### 論文
- CiNii>友松円諦
- INBUDS>友松円諦